# 奧林匹克運動會獎牌榜
奧林匹克運動會獎牌榜，簡稱奧運會獎牌榜是在現代奧林匹克運動會舉行時用以展示各國所得獎牌的排行榜。國際奧林匹克委員會在官方上並不贊成設立獎牌榜。然而，為方便傳媒工作者，國際奧委會為各國贏得獎牌的總數，再加以排名。如參賽國家取得的獎牌數目相同，則以贏得較多金牌的取得較高的排名，如此類推。若所獲得的金、銀、銅數目一致，則以其國際奧委會國家編碼排序。

## 背景
根據《奧林匹克憲章》第一章第6節﹕
|              | 奧林匹克運動會是一項由運動員或隊伍之間的比賽，而非國家... |
| ——國際奧委會 |                                                           |

憲章的第五章第58節特意解釋到國際奧委會對設立獎牌榜的態度﹕
|              | 國際奧委會與奧運會組委會不應為參賽國家設立任何的獎牌排行榜，因獎牌本身是屬於運動員的個人榮譽。但奧組委會會印刷一本榮譽冊記載每個項目的獎牌得主和証書得主的名字，而獎牌得主的名字會展示於主體育場內 |
| ——國際奧委會 | |

據國際奧委會成員戈斯帕所指，國際奧委會自1992年起以提供資訊為名設立獎牌榜，並不是以贏得較多金牌為基礎﹕
|                 | 國際奧委會並不承認金牌至上的原則，獎牌榜的出現只是用以展示資訊然已。再者，我們所推出的獎牌榜事實上是引用東道主的資料。然而，在首屆奧運會中，我們很難準確計算某些國家的獎牌數目，因他們的運動員組成了聯合隊伍參賽。獎牌榜是按國家所贏得的獎牌數目排序，並以金牌佳於銀牌和銅牌的原則排名，而團體比賽的勝利亦視為取得一面獎牌。 |
| ——國際奧委會[4] | |

## 獎牌榜類型
由於國際奧委會並沒有統一獎牌榜排名的型式，因此各國的傳媒會使用不同的方式排序﹕

### 以獎牌計算
以金牌數目排名的方式最為流行，包括國際奧委會也使用這方法。然而，當大部份美國傳媒使用這排行榜時，已有少數的媒體開始以總獎牌數目排序。在2010年溫哥華冬季奧運會中，東道主就以總獎牌數目作為標準。
在2008年前，使用那一種的排名方式爭議不大，因歷屆奧運會中也會使用兩類獎牌榜。然而，在2008年北京奧運，東道主中國和美國就以使用哪種計算方式出現了爭議。有鑑及此，國際奧委會主席在同年的8月24日就指出國際奧委會沒有訂定劃一的標準。
現時除北美洲以總獎牌數目作爲標準之外，其餘洲份均以金牌數目作爲標準。

### 以人均獎牌計算
另一個常用的獎牌榜是以人均取得獎牌計算，即是把一個國家取得的獎牌除以該國的人口，這會令到人口較多的國家，如中國和美國通常不會取得較高的排名。而像聖馬利諾、安道爾、列支敦斯登等小國就算只有獲得一面獎牌，就能穩坐當屆和歷史極高排名一段時間。

### 以比例計算
比例計算是指把所得獎牌折換成分數計算，然後進行排名，這種方式僅流行於一時。
在1908年倫敦奧運，英國就把金牌折換為5分、銀牌得3分、銅牌值1分。2004年雅典奧運，澳洲地理教師工會就把金牌對換為3分、銀牌是2分、銅牌得1分。這獎牌榜是斐波那契数列的例子，用以顯示金牌比其餘兩面獎牌的重要性。2008年北京奧運前，《紐約時報》建議以金牌值4分、銀牌得2分、銅牌得1分的方式來進行排名。